# USS Idaho (BB-24)

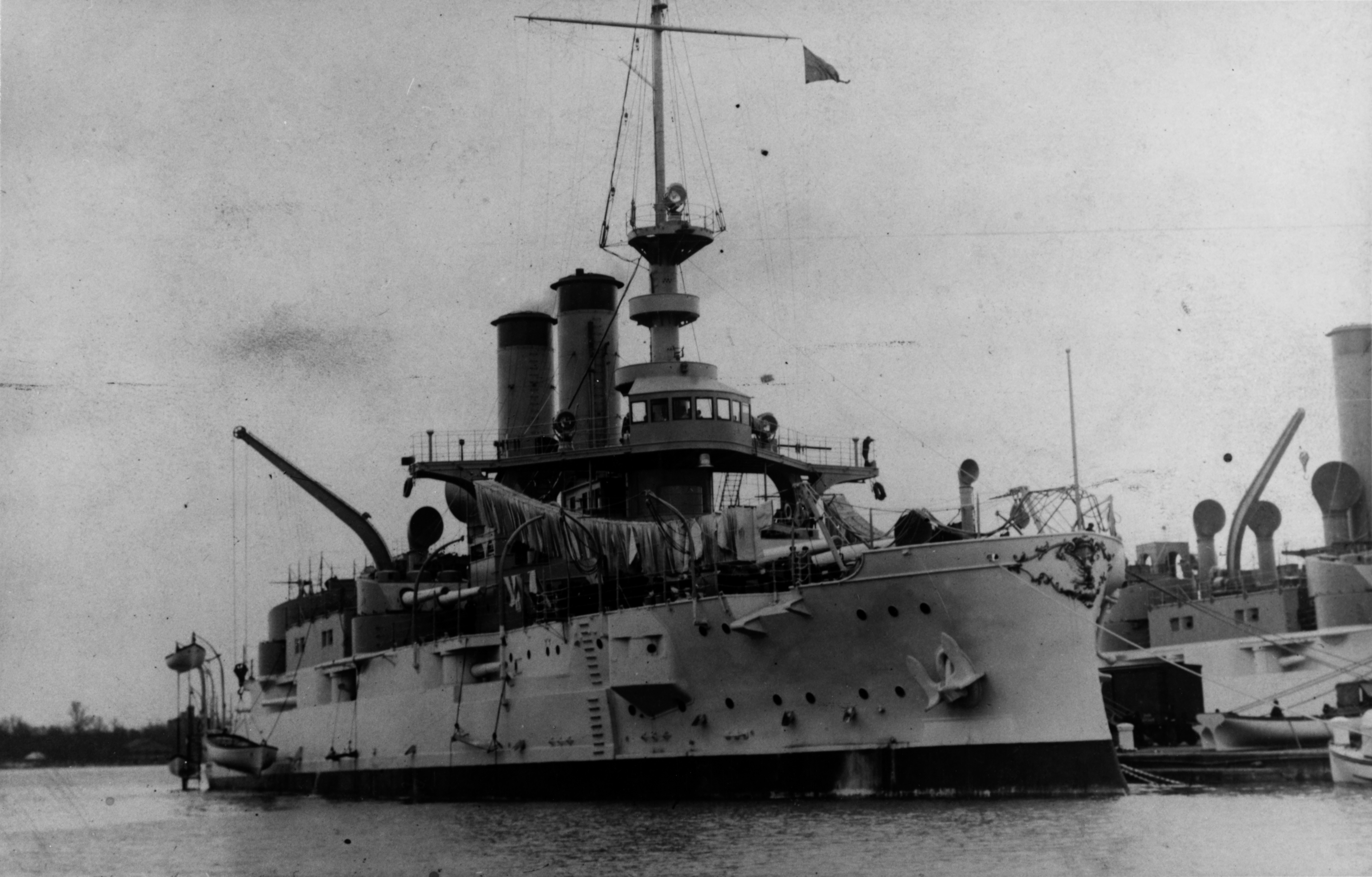
Idaho někdy v letech 1907 až 1908 ve Filadelfii

USS Idaho (BB-24) byl predreadnought námořnictva Spojených států amerických. Byla to druhá jednotka třídy Mississippi. V roce 1914 byla loď prodána Řecku, kde dostala jméno Lemnos. Lemnos byla ve druhé světové válce potopena německými letadly.

## Stavba
Kýl lodi byl založen 12. května 1904 ve filadelfské loděnici William Cramps & Sons ve státě Pensylvánie. Idaho byla v roce 1905 spuštěna na vodu a 1. dubna 1908 byla uvedena do služby.

## Výzbroj
Primární výzbroj lodě tvořily 2 dvojhlavňové střelecké věže s děly ráže 305 mm. Sekundární výzbroj tvořily 4 dvojitá děla ráže 203 mm. Dále zde byly nainstalovaných 8 děl ráže 178 mm, 12 kanónů ráže 76 mm, 6 kanónů QF 3-pounder ráže 47 mm, 2 auto-kanóny QF 1-pounder ráže 37 mm a 2 torpédomety s torpédy o průměru 533 mm.